# 11 uomini e un pallone
11 uomini e un pallone è un film del 1948 diretto da Giorgio Simonelli.

## Trama
Un giornalista, con lo scopo di vincere una scommessa, organizza il rapimento di Clelia, moglie di Archimede Olivari, farmacista e arbitro di calcio, per impedire alla squadra dell'Olimpia, alla vigilia dell'ultima gara di campionato contro la Stella del Sud del paese di San Teodoro, di aggiudicarsi il campionato. Inoltre favorisce la fuga del centravanti della squadra, Alfredo Massi, con la bella Emi.
I dirigenti della squadra rivale organizzano uno sciopero nel paese per non far partecipare Alfredo alla gara. All'ultimo istante, con uno stratagemma, si libera della donna e prende un aereo insieme a Clelia, rosa dalla gelosia poiché temeva un tradimento del marito con la cassiera di un bar, paracadutandosi direttamente nello stadio per giocare regolarmente la partita. Ma l'arbitro, ricattato dal giornalista, inizia a dirigere la gara favorendo la squadra della Stella del Sud; dopo aver subito vibranti proteste dai giocatori, quando vede sua moglie liberata in tribuna disposta a fare la pace, ricomincia ad arbitrare serenamente. Alfredo con i suoi gol fa vincere la partita all'Olimpia e Romeo, l'esuberante portiere, riesce a parare un rigore che si rivela decisivo.

## Luoghi delle riprese
Il film è stato girato a Roma; le partite di calcio furono girate allo Stadio Nazionale, in una scena chiaramente visibile dall'alto.

## Colonna sonora
In una scena del film è chiaramente udibile la parte iniziale del brano Quanto sei bella Roma (canta se la vuoi cantà).